# Nothing's Real But Love
Nothing's Real But Love è il singolo di debutto della cantante inglese Rebecca Ferguson, pubblicato il 20 novembre 2011 dalle etichette discografiche Syco Music ed Epic Records. Nothing's Real But Love è il primo singolo ad essere estratto dall'album di debutto di Rebecca, Heaven. Il singolo è stato scritto da Rebecca Ferguson e da Eg White; quest'ultimo ne è anche il produttore.
Il singolo è accompagnato da due video musicali. Il primo è stato pubblicato su YouTube il 2 novembre 2011 e mostra la cantante che esibisce la canzone dal vivo con la sua band. Il secondo, la versione ufficiale inviata ai canali televisivi musicali, è uscita il 23 novembre dello stesso anno ed è stato girato a Londra. Nella clip, interamente in bianco e nero, è mostrata Rebecca che canta la canzone, interrotta da immagini di persone nella città.

## Tracce
Download digitale
1. Nothing's Real But Love - 2:56
2. Shoulder to Shoulder (Piano Version) - 3:04

## Successo commerciale

### Australia
Nothing's Real But Love entra alla 43ª posizione della ARIA Charts Singles Top 50, scalando la settimana successiva 2 posizioni, per poi scendere alla 48ª posizione e uscire dalle prime 50 posizioni dopo appena tre settimane di permanenza. Circa un mese dopo, il singolo rientra alla 14ª posizione, massima posizione raggiunta dal singolo, e dopo tre settimane riesce dalla Top 50 dopo aver raggiunto la 17ª e la 38ª posizione nelle due settimane precedenti.

### Irlanda
Il singolo debutta alla 23ª posizione, la quale sarà la massima posizione che il singolo raggiungerà nel paese. La settimana successiva il brano scende alla 26ª posizione, staziona alla 35ª posizione per due settimane, per poi uscire dalla top 50 dopo aver raggiunto la 38ª posizione.

### Italia
Il singolo entra alla 44ª posizione. La settimana successiva scala 21 posizioni raggiungendo la 23ª, per poi entrare in top 20 per tre settimane consecutive, raggiungendo nell'ordine la 16ª, la 17ª e la 15ª posizione: quest'ultima è la massima posizione raggiunta dal singolo. La settimana successiva il brano scende di 26 posizioni raggiungendo la 41ª e risale alla 34ª posizione nella sua ultima settimana in top 50.  Nelle due settimane successive si troverà alla 65ª e alla 54ª posizione. Il 18 settembre 2012 Nothing's Real But Love viene certificato disco d'oro per le 15 000 copie vendute.

### Regno Unito
Nothing's Real But Love debutta alla 10ª posizione. Nelle settimane successive rimarrà per altre sei settimane in top 100 raggiungendo la 30ª, la 24ª, la 34ª, la 35ª, la 49ª e l'80ª posizione. Circa un mese dopo, rientra alla posizione numero 67, raggiunge nelle due settimane successive la 34ª e la 32ª posizione, per poi uscire dalla classifica dopo aver toccato la 51ª.

## Classifiche
| Classifica (2011/2012) | Posizione massima |
| ---------------------- | ----------------- |
| Australia              | 14                |
| Belgio (Fiandre)       | 124               |
| Belgio (Vallonia)      | 97                |
| Brasile                | 41                |
| Irlanda                | 23                |
| Italia                 | 15                |
| Nuova Zelanda          | 34                |
| Regno Unito            | 10                |
| Svizzera               | 24                |